# Peter Waterfield
Peter Graham Waterfield (Waltham Forest, 12 marzo 1981) è un ex tuffatore britannico, vincitore della medaglia d'argento ai Atene 2004 nel concorso dei tuffi dalla piattaforma 10 metri sincro.

## Biografia
La sua specialità è la piattaforma 10 metri, sia nell'individuale che nel sincronizzato. A partire dalla stagione 2011, gareggia assieme a Tom Daley; precedentemente il suo partner nel sincronizzato era Leon Taylor.
La coppia Waterfield-Taylor ha vinto l'argento alle Giochi olimpici di Atene 2004, la prima medaglia olimpica nei tuffi della Gran Bretagna dopo quella di Brian Phelps nel 1960. Alle Olimpiadi di Sydney del 2000, la coppia terminò quarta.
Ai XVII Giochi del Commonwealth che si sono tenuti nel 2002 a Manchester, Waterfield ha vinto la medaglia d'oro nell'evento individuale; ai successivi Giochi del Commonwealth (che si sono tenuti a Melbourne nel 2006) ha vinto la medaglia d'argento.
È stato membro del Southampton Diving Club di Southamptoned è stato allenato da Lindsey Fraser.
Si è ritirato dall'attività agonistica nel 2013, all'età di trentadue anni.

## Palmares
- Giochi olimpici

Atene 2004: argento nel sincro 10 m.
- Campionati mondiali di nuoto

Montreal 2005: bronzo nel sincro 10 m.
- Europei di nuoto

Istanbul 1999: bronzo nel sincro 10 m.
Helsinki 2000: bronzo nel sincro 10 m.
- Giochi del Commonwealth

Manchester 2002: oro nella piattaforma 10 m.
Melbourne 2006: argento nella piattaforma 10 m.